# CD90
Thy-1 或 CD90（Cluster of Differentiation 90，分化簇90）是一个25-37kDa重度N-糖基化的细胞表面蛋白质，通过C-末端的糖磷脂酰肌醇（glycophosphatidylinositol，GPI）锚定到细胞膜外侧。CD90最初作为一个胸腺細胞的表面抗原发现，故最早称为Thy-1。此后，Thy-1不断在各种幹細胞和轴突分化成熟的的神經元上发现，现在更倾向于称作CD90。CD90带有一个V型的免疫球蛋白结构域，是免疫球蛋白超家族的一员，几乎是其中分子量最小的成员。